# Obwód woroneski
Obwód woroneski (ros. Воронежская область) – jednostka administracyjna Federacji Rosyjskiej w Centralnym Okręgu Federalnym.

## Geografia
Obwód położony jest w południowo-zachodniej części Rosji.

## Ludność
W obwodzie mieszka 2 305 681 
ludzi, 1 567 046 żyje w miastach, 738 562 na terenach wiejskich.

## Tablice rejestracyjne
Tablice pojazdów zarejestrowanych w obwodzie woroneskim mają oznaczenie 36 lub 136 w prawym górnym rogu nad flagą Rosji i literami RUS.